# Lutz Bandekow
Lutz Bandekow (* 31. Oktober 1948 in Herzberg am Harz) ist ein deutscher Generalarzt a. D. Er war von 2001 bis 2007 der erste Kommandeur des Sanitätskommandos III des Sanitätsdienstes der Bundeswehr.

## Leben
Bandekow begann seine militärische Karriere, nachdem er das Abitur an der Bismarckschule in Hannover abgelegt hatte, 1968 mit der Grundausbildung und dem Fahnenjunkerlehrgang im Offizieranwärterbataillon der Luftwaffe in Fürstenfeldbruck. 1971 wurde er S2-Offizier beim Jagdbombergeschwader 33 in Cochem im Range eines Leutnants. Später wechselte er in die Laufbahn eines Sanitätsoffiziers.
Von 1971 bis 1978 studierte Bandekow an der Ruprecht-Karls-Universität Heidelberg Humanmedizin. Nach dem Studium war er als Assistenzarzt im Range eines Stabsarztes im Bundeswehrkrankenhaus München eingesetzt. 1979 wurde er zum Oberstabsarzt befördert und Chef der Luftwaffensanitätsstaffel Jagdbombergeschwader 74 „Mölders“ und zeitgleich Standortarzt in Neuburg an der Donau. 1980 wurde er nach Verteidigung seiner Dissertationsschrift Mechanismen der Rehabilitation bei Anus-praeter-Patienten an der Universität Heidelberg zum Dr. med. promoviert.
Ab 1982 war er Kommandeur einer Lehrgruppen an der Sanitätsschule der Luftwaffe in Würzburg und gleichzeitig stellvertretender Kommandeur der Schule. 1983 wurde er zum Oberfeldarzt befördert und wurde im gleichen Jahr Leiter der Abteilung „Führung, Organisation, Ausbildung“ beim Generalarzt der Luftwaffe in Lohmar. Im Jahr 1987 wechselte er als Referent ins Bundesministerium der Verteidigung. 1991 folgte seine Beförderung zum Oberstarzt. Anschließend war er bis 1994 Divisionsarzt der 5. Luftwaffendivision in Strausberg und 1994/1995 Divisionsarzt der 3. Luftwaffendivision in Berlin. Chefarzt des Bundeswehrkrankenhauses Berlin war er von 1995 bis 2001. Am 25. September 2001 wurde er erster Kommandeur des Sanitätskommandos III in Weißenfels und in dieser Position 2003 zum Generalarzt befördert. Am 25. September 2007 übergab Bandekow das Kommando an Oberstarzt Michael Tempel und wurde in den Ruhestand versetzt.
Ab 2007 war er Chefredakteur der militärmedizinischen Fachzeitschrift Almanac - Military Medical Corps Worldwide, die online im Beta-Verlag (Bonn) erscheint. 2021 übernahm der ehemalige Generalleutnant der britischen Armee und Arzt Martin Bricknell den Posten des Chefredakteurs der Fachzeitschrift. Darüber hinaus ist Bandekow seit 2008 in verschiedenen Funktionen an der Ruprecht-Karls-Universität Heidelberg ehrenamtlich tätig.
Von März 2021 bis Juli 2021 organisierte Bandekow im Rhein-Pfalz-Kreis den Einsatz eines Impfbusses für die Impfung gegen Corona.